# John Clifford

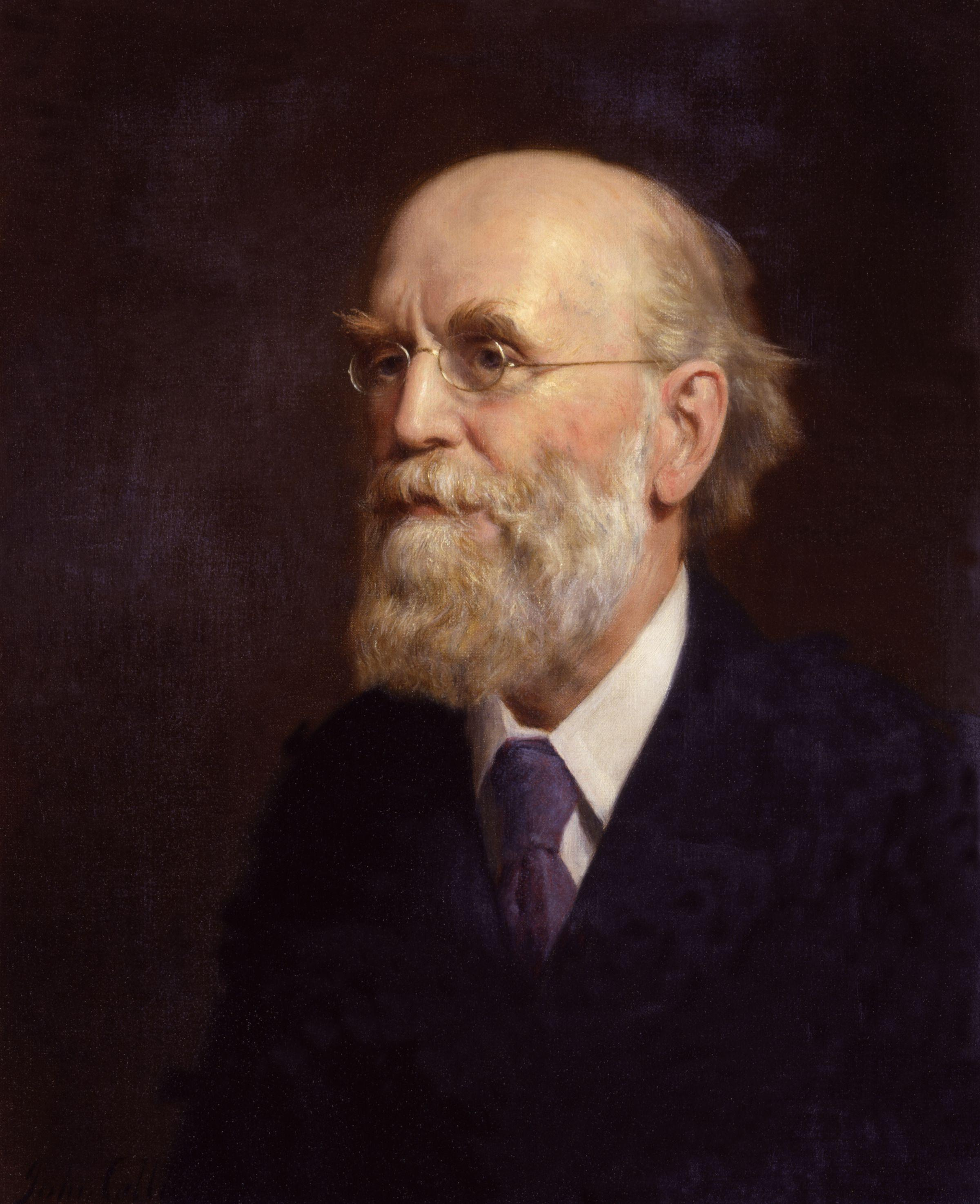
John Clifford

John Clifford (* 16. Oktober 1836 in Sawley, England; † 20. November 1923 in London) war ein britischer Baptistenpastor und von 1905 bis 1911 der erste Präsident des Baptistischen Weltbundes. Neben seiner kirchlichen Tätigkeit engagierte sich Clifford politisch und gehörte zu den prominenten Vertretern der liberalen Bewegung Großbritanniens.

## Leben

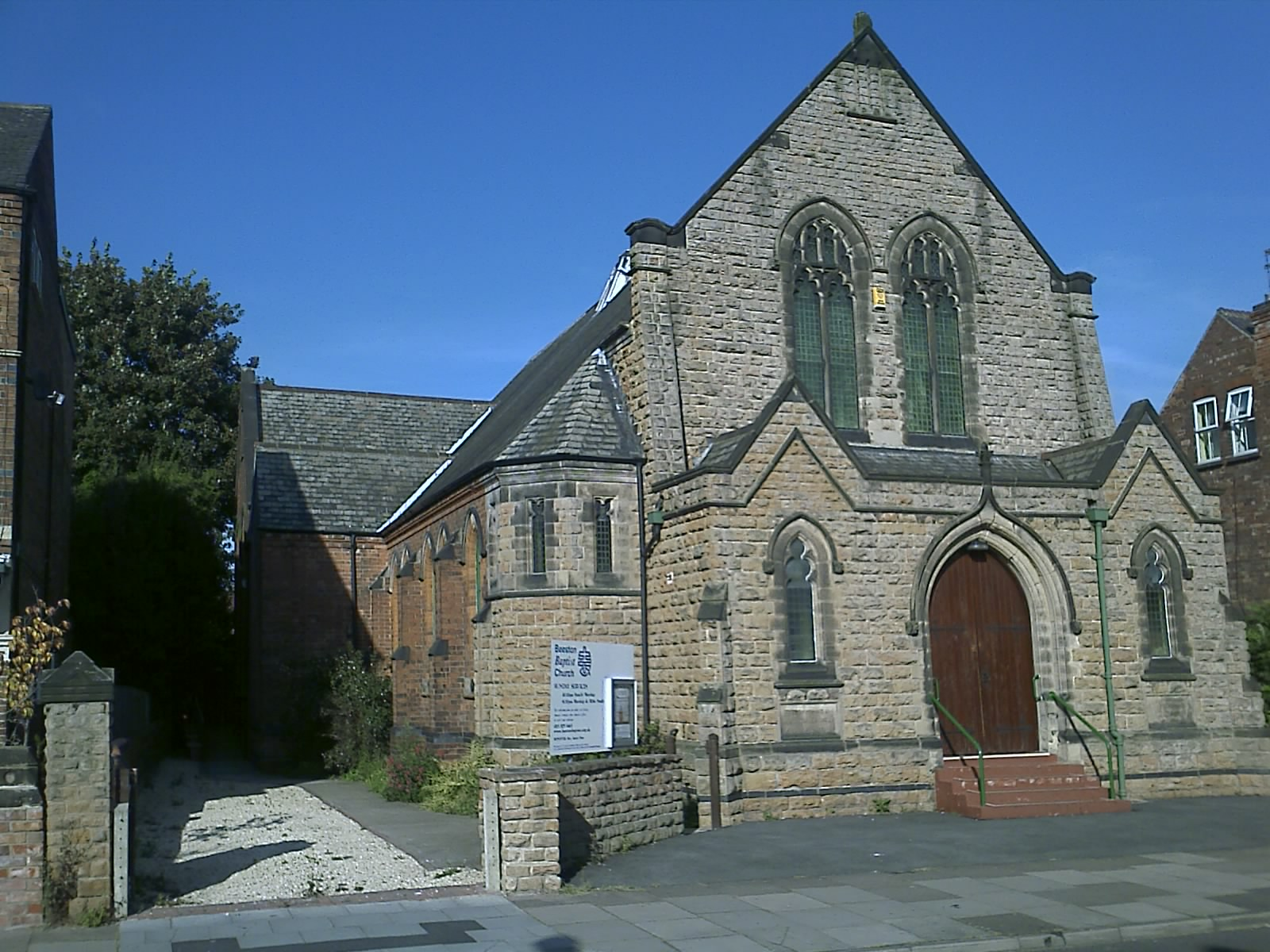
Beestoner Baptistenkirche

John Clifford entstammte einer englischen Arbeiterfamilie und war das älteste Kind von sieben Geschwistern. Sein Vater Samuel Clifford arbeitete als Maschinist in einer Spitzenfabrik; auch seine Mutter Mary war Fabrikarbeiterin. Die Eltern waren tief im christlichen Glauben verwurzelt und gehörten der Sawleyer Baptistengemeinde an. 1840 verzog die Familie nach Beeston, wo Clifford in die methodistische Volksschule eingeschult wurde. Weitere Ortswechsel folgten. Als Zehnjähriger verließ er die Schule und wurde Arbeiter in der Fabrik, in der auch sein Vater den Lebensunterhalt verdiente. Neben seiner 12-stündigen Schichtarbeit versuchte er, sich auf autodidaktischem Wege weiter zu bilden, was ihm schon früh den Ruf als "Sucher nach Wissen und Wahrheit" einbrachte. Als Vierzehnjähriger ließ er sich aufgrund einer persönlichen Glaubensentscheidung taufen. Bereits als Heranwachsender hielt er seine erste Predigt in der Beestoner Baptistenkapelle und war anschließend neben seiner beruflichen Tätigkeit zwei Jahre als Laienprediger tätig. Es folgte ein Theologiestudium an der Midland Baptist Academy in Leicester, nach dessen Abschluss er 1858 zum Pastor der Praed Street Baptist Church in Paddington berufen wurde. Schon bald nach Cliffords Amtsantritt nahmen die Besucherzahlen der sonntäglichen Gottesdienste zu, so dass eine Erweiterung des Kirchengebäudes notwendig wurde. Einige Jahre später erbaute die Praed Street Baptistengemeinde eine neue erheblich größere Kirche am Westbourne Park.
1859 immatrikulierte sich John Clifford neben seinem pastoralen Dienst an der Londoner Universität und erwarb hier 1861 den Bachelor of Arts, 1862 den Bachelor of Science, 1864 den Master of Arts und 1866 den Bachelor of Laws. 1883 erhielt er vom Bates College (USA) die theologische Ehrendoktorwürde.
Neben seiner kirchlichen Tätigkeit engagierte sich John Clifford unter anderem im Kampf gegen den Burenkrieg. Er gehörte zum South Africa Conciliation Committee und wandte sich vehement gegen die ungerechte Behandlung der schwarzen Bevölkerung Südafrikas. Bekannt wurde Clifford auch aufgrund seiner Gegnerschaft zum sogenannten Education Act von 1902.
1879 wurde er zum Präsidenten der London Baptist Association gewählt und 1888 wurde er zum Präsidenten der Baptist Union of Great Britain and Ireland. 1898 berief ihn das National Council of Evangelical Churches zu seinem Vorsitzenden.
1904 rief der US-Amerikaner John Newton Prestridge, Herausgeber der Zeitschrift The Baptist Argus, zu einem weltweiten Zusammenschluss der Baptistenkirchen auf. Sein britischer Kollege John Howard Shakespeare (The Baptist Times) unterstützte dieses Vorhaben. Noch im selben Jahr lud die Baptisten-Union Großbritanniens zu einem Weltkongress der Baptisten nach London ein. Dieser Kongress fand im Juli 1905 statt und wählte John Clifford zu ihrem ersten Präsidenten.

## Würdigungen
1883 wurde John Clifford vom Bates-College der Titel eines theologischen Ehrendoktors verliehen. 1921 erhielt er den von König Georg V. gestifteten Orden Companions of Honour.

## Werke in Auswahl
- Is Life Worth Living?, London 1880
- God's Greater Britain, London 1899